# Ioan Bobeș
Ioan Bobeș (n. 9 iulie 1926, Ruși, Sibiu) este un fitopatolog și profesor universitar român, recunoscut pentru contribuțiile sale în studiul bolilor plantelor, dezvoltarea tehnologiilor de combatere și fondarea „Herbarium Phytophatologicum Transilvanicum”. A publicat 396 de lucrări științifice, 15 cursuri universitare și 14 manuale, inclusiv „Atlas de fitopatologie” și „Fitopatologie” (coordonator). A fost profesor titular la Universitatea Agronomică din Cluj-Napoca (1965–1995) și membru al mai multor societăți științifice.

## Biografie
Copilărie și educație  
Ioan Bobeș s-a născut la 9 iulie 1926 în satul Ruși, județul Sibiu, în familia țăranilor Ioan și Ana Bobeș. A urmat școala primară în satul natal, apoi Școala Normală de Învățători din Sibiu, obținând bacalaureatul prin examene de diferență. În 1947, a fost admis la Facultatea de Agronomie din Cluj-Napoca, unde a studiat sub îndrumarea profesorului Eugen Rădulescu, absolvind în 1951. A efectuat specializări la institute de protecția plantelor din București (1955), Moscova, Budapesta (1960), Londra (1962) și mai multe orașe din SUA (1968, 1973). 
Carieră profesională  
În 1951, a fost angajat ca asistent la disciplina de Fitopatologie a Universității Agronomice din Cluj-Napoca. A devenit șef de lucrări în 1960, conferențiar în 1963 și profesor universitar în 1965, ocupând catedra de Fitopatologie timp de 30 de ani (1965–1995). După 1995, a fost profesor consultant și îndrumător de doctoranzi. A fost șef de catedră (1965–1996) și secretar științific al Senatului Institutului Agronomic Cluj (1968–1990). 

## Activitate științifică
Ioan Bobeș a publicat 396 de lucrări științifice, abordând biologia agenților patogeni, prevenirea și combaterea bolilor plantelor, metodele de tratament și protecția integrată. A fondat „Herbarium Phytophatologicum Transilvanicum” (1970) și a contribuit la elaborarea tehnologiilor moderne de protecția plantelor. 
Biologia agenților patogeni  
A studiat microorganismele parazite și ciupercile patogene, publicând lucrări precum „Cercetări privind frecvența microorganismelor parazite pe unele produse agroalimentare depozitate” (1971) și „Quelques propriétés morfo-biologiques du champignon Helminthosporium gramineum” (1968). A analizat fainarea hameiului și rezistența soiurilor la Sphaeroteca humuli. 
Prevenirea și combaterea bolilor  
A dezvoltat metode de combatere a bolilor cerealelor, hameiului și altor culturi, publicând „Combaterea fainării orzului prin tratamente chimice” (1980), „Eficacitatea câtorva fungicide antimălurice” (1971) și „Testarea eficacității unor fungicide sistemice în combaterea Ustilago nuda” (1978). A testat pesticide precum Ridomil și Tilt. 
Metode de tratament și tehnologii inovatoare  
A introdus tratamente termico-chimice, chimio-terapie în vacuum, raze Roentgen-cobalt și ultrasunete pentru semințe. A elaborat metode de infecție artificială cu tăciune zburător și un aparat pentru infecții artificiale. Lucrări reprezentative includ „Contribuții la îmbunătățirea metodei de infecții artificiale cu Ustilago tritici” (1964) și „Efectul tratamentului cu raze Roentgen” (1964). 
Herbarul fitopatologic și lucrări de sinteză  
A fondat „Herbarium Phytophatologicum Transilvanicum” (1970), contribuind la identificarea bolilor plantelor. A publicat lucrări de sinteză, precum „Atlas de fitopatologie” (1983), „Protecția plantelor de nutreț” (cu E. Rădulescu, T. Peiju) și „Economia protecției plantelor”, care au îmbogățit bibliografia fitopatologiei. 

## Activitate didactică
Ioan Bobeș a predat fitopatologie timp de peste patru decenii, formând numeroase generații de agronomi. A elaborat 15 cursuri universitare și postuniversitare (2500 de pagini), 14 manuale, inclusiv „Fitopatologie” (coordonator, 1977, 3 ediții), și caiete de lucrări practice. A susținut cursuri de pedagogie pentru viitori profesori agricoli, a coordonat perfecționarea profesorilor și a îndrumat cercuri științifice studențești. A fost distins cu titlul „Profesor universitar emerit” (1987). 

## Activitate managerială
Ioan Bobeș a ocupat funcții de conducere:
- Șef al Catedrei de Fitopatologie, Universitatea Agronomică Cluj-Napoca (1965–1996).
- Secretar științific al Senatului Institutului Agronomic Cluj (1968–1990).
- Președinte de onoare al Societății de Protecția Plantelor – Transilvania (din 1996). [1]

## Lucrări
Ioan Bobeș a publicat 396 de lucrări științifice, 15 cursuri, 14 manuale și monografii. Dintre lucrările reprezentative:
- „Bolile și dăunătorii viței de vie” (cu V. Ragojan), Editura Agrosilvică, 1955
- „Contribuții la îmbunătățirea metodei de infecții artificiale cu Ustilago tritici și Ustilago nuda”, Lucrări Științifice, Institutul Agronomic Cluj, 1964
- „Efectul tratamentului cu raze Roentgen asupra semințelor de grâu și orz infectate cu Ustilago tritici”, Studii și Cercetări de Agricultură, 1964
- „Rezultate experimentale privind îmbunătățirea metodelor de combatere a tăciunelui zburător comun” (Ustilago nuda), Lucrări Științifice, IP Cluj, 1965
- „Fitopatologie. Lucrări practice” (ed. a V-a), Cluj, 1966
- „Efectul tratamentului termic uscat asupra semințelor de orz” (cu G. Olteanu), Lucrări Științifice, IP Cluj, 1966
- „Studiul rezistenței unui sortiment de orz de toamnă la tăciunele zburător” (Ustilago nuda), Lucrări Științifice, IP Cluj, 1967–1969
- „Îndrumări privind protecția plantelor” (cu T. Peiju), Editura Agrosilvică, 1968
- „Növényvédelmi útmutató” (cu T. Peiju), Meszagazdoșag és Erdeszeti könyvkiado, 1968
- „Quelques propriétés morfo-biologiques du champignon Helminthosporium gramineum”, Revue Roumaine de biologie, 1968
- „Determinator fitopatologie” (cu alții), 1969
- „Observații și cercetări privind răspândirea și combaterea principalelor boli ale orzului” (cu Elena Persecă, Olga Pali), Lucrări Științifice, IP Cluj, 1970
- „Cercetări privind frecvența microorganismelor parazite pe unele produse agroalimentare depozitate” (cu Olga Pali, Elena Persecă), Revista Microbiologia, 1971
- „Eficacitatea câtorva fungicide antimălurice și aspecte actuale în combaterea mălurii comune a grâului” (cu L. Muntean, M. Matieș), Lucrări Științifice, IP Cluj, 1971
- „Protecția plantelor de nutreț” (cu E. Rădulescu, T. Peiju), 1971
- „Fitopatologie. Manual pentru liceele agricole” (an II, III, IV), Editura Ceres, 1972
- „Atlas de patologie vegetală”, Institutul Agronomic Cluj, 1974
- „Comportarea unui sortiment de soiuri și linii de orz la atacul ciupercii Helminthosporium gramineum” (cu N. Florea, Elena Persecă), Lucrări Științifice, București, 1975
- „Biological and control researches of principal hop plant mycosis in Romania” (cu Olga Pali, N. Florea), IP Cluj, 1976
- „Cultura hameiului” (cu Al. Salontai, T. Peiju), 1976
- „Fitopatologie” (cu M. Hatman, Gh. Lazăr), Editura Ceres, 1977
- „Fitopatologie” (coordonator), EDP, București, 1977
- „Alternaria tenuis Nees pe frunzele de pătrunjel în RPR”, Studii și Cercetări Agronomice, Cluj, 1977
- „Fitopatologie. Lucrări practice” (cu Olga Pali, N. Florea), Institutul Agronomic Cluj, 1978
- „Testarea eficacității unor fungicide sistemice în combaterea agentului patogen Ustilago nuda” (cu N. Florea, D. Langa), IP Cluj, 1978
- „Îndrumător de lucrări practice de fitopatologie horticolă” (cu Olga Pali, N. Florea), Ateliere IA Cluj, 1979
- „Cercetări privind eficacitatea unor noi fungicide în combaterea mălurii comune a grâului” (cu N. Florea, D. Florin), Buletin, Seria Agricultură, Cluj, 1980
- „Cercetări referitoare la apariția fainării hameiului și reacției unor soiuri la atacul ciupercii Sphaeroteca humuli” (cu N. Florea, Maria Oțoiu), IP Cluj, 1980
- „Combaterea fainării orzului prin tratamente chimice aplicate în perioada vegetației” (cu N. Florea și alții), IP Cluj, 1980
- „Atlas de fitopatologie și protecția agroecosistemelor”, Editura Ceres, București, 1983
- „Comportarea unui sortiment de orz de primăvară față de tăciunele zburător” (cu N. Florea), Lucrări Științifice, București, 1985
- „Fitopatologie – lucrări practice” (cu N. Florea), Institutul Agronomic Cluj, 1985

## Premii și distincții
- Premiul Academiei Române „Traian Săvulescu” (1985)
- Titlul „Profesor universitar emerit” (1986)
- Titlul „Doctor docent” (1972)
- Diploma de Onoare a Societății de Protecția Plantelor din România (1995)
- Diploma de Excelență a Societății de Protecția Plantelor (1997)
- Președinte de onoare al Societății de Protecția Plantelor – Transilvania (1996)
- Membru de Onoare al Senatului USAMV Cluj-Napoca
- Cetățean de Onoare al Municipiului Cluj-Napoca (1997)
- Diploma de Onoare a USAMV Cluj-Napoca (1999)

## Afilieri
- Membru al Societății de Biologie, Academia Română, Cluj
- Membru al Societății Naționale de Protecția Plantelor
- Membru al Societății Române de Horticultură
- Membru al Societății Hameicultorilor din România
- Membru al Societății Pomicultorilor din România
- Membru al Societății de Protecția Plantelor – Transilvania